# Parahelpis
Genre
Parahelpis est un genre d'araignées aranéomorphes de la famille des Salticidae.

## Distribution
Les espèces de ce genre sont endémiques d'Australie. Elles se rencontrent en Nouvelle-Galles du Sud et au Queensland.

## Liste des espèces
Selon World Spider Catalog (version 21.5, 09/01/2021) :
- Parahelpis abnormis (Żabka, 2002)
- Parahelpis smithae Gardzińska & Żabka, 2010
- Parahelpis wandae Patoleta & Żabka, 2020

## Publication originale
- Gardzińska & Żabka, 2010 : « A new genus and five new species of Astieae (Araneae: Salticidae) from Australia, with remarks on distribution. » Zootaxa, no 2526, p. 37-53 (texte intégral).